# フィル・ジャクソン
フィリップ・ダグラス・ジャクソン (Philip Douglas Jackson, 1945年9月17日 - ) は、アメリカ合衆国のバスケットボール指導者、元選手。モンタナ州ディアロッジ出身。選手時代にはNBAのニューヨーク・ニックスなどでプレーした。1980年代末より同リーグのシカゴ・ブルズ監督に就任し、2度の3連覇で6度の優勝を果たした後、1999年よりロサンゼルス・レイカーズ監督となり、3連覇と2連覇を成し遂げた。監督として11度の優勝はリーグ最多であり、70.7%（2010年時点）の通算勝率はリーグ歴代最高。禅導師を意味する「ゼン・マスター」というあだ名がある。また、NBAチャンピオンリングの獲得数が選手時代に2回、コーチ時代に11回、計13個のリングを持っているものは事実上ジャクソンだけである（2位はビル・ラッセルの11個）。

## 生い立ちと学生時代
ペンテコステ派の牧師を勤める厳格な両親のもとに生まれ、少年期をモンタナ州で過ごした。のちにノースダコタ州に移り、高校を卒業するとノースダコタ大学に進学した。
大学時代のジャクソンはビル・フィッチ監督のもとでバスケットボールをプレーし、4年間で平均19.9得点、12.9リバウンドと活躍した。ジャクソンは身長203センチで非常に長い腕を持っており、プロのスカウトが訪れた時には車の後部座席に座ったまま前部の両側のドアを同時に開ける芸を披露した。

## 選手時代
大学卒業後、ジャクソンはニューヨーク・ニックスに2巡目全体17位で指名された。同じ頃、レッド・ホルツマンがニックスの監督に就任し、チームはウィリス・リードやウォルト・フレイジャー、ビル・ブラッドリーら歴史に残る名選手を擁していた。ジャクソンの役割は控えのパワーフォワードとしてベンチから貢献することだった。
デイブ・ディバッシャーらの加入でニックスはさらに力をつけ、1970年にはリーグを制覇するが、このシーズンのジャクソンは背中の怪我のため全試合欠場していた。続く2シーズンは優勝を逃したが、1972-73シーズンにニックスは再びリーグを制し、ジャクソンにとって初めての優勝経験となった。
翌シーズン以降にはチームの主力が引退などでチームを離れ始め、ジャクソンは先発を務めるようになった。しかし次第に出場時間や試合数は減少していき、1978年にニュージャージー・ネッツにトレードされた。ジャクソンはネッツでアシスタントコーチ兼任の選手として1980年までプレーした。
選手時代のジャクソンは、オフェンス能力に難があったもの、長い腕を活かした頭脳的なディフェンスで貢献し、労を惜しまない選手として知られていた。13年間の選手生活で出場した807試合で、平均出場時間は17分、平均得点6.7でリバウンドは4.3だった。チームの調和を重んじるホルツマン監督の指導方針はジャクソンに影響を与え、のちに自らがチームを指揮する際にも踏襲することになった。
若い頃のジャクソンは、当時の風習を反映し長髪でひげを生やしたヒッピー風の風貌をしていた。

## 選手引退後
1980年に選手を引退した後もニュージャージー・ネッツに残り、1年間アシスタントコーチを務めた。翌年はネッツの試合放送で解説の仕事をし、1982年より実質的な下部リーグだったCBAのオールバニ・パトルーンズ監督に就いた。
初年度は勝率5割以下だったものの、翌シーズン以降は勝ち越すようになり、1985年にはリーグの最優秀監督賞を受賞し、リーグを制覇した。パトルーンズ監督を退く1987年までの5年間で117勝90敗、勝率は56.5%だった。またCBAのオフシーズンにはプエルトリコのリーグでバスケットボールチームを指揮した。
CBAのコーチとしては優秀な成績を残していたものの、NBAからのコーチとしての採用はなかなか声がかからなかった。古巣のニューヨーク・ニックスやシカゴ・ブルズをはじめ、複数のチームと面接を行ったもののいずれも不採用になっている。このころジャクソンはコーチ業に精神的なつらさを感じるようになっていた。CBAではせっかくいい成績を残していても中心選手がNBAに引き抜かれてしまったり、またNBAでの悲しい体験を背負った選手が舞い戻ってきたりすることがよくあった。オフシーズンにコーチをしていたプエルトリコなどのチームではもともと英語を話せないばかりかきちんと教育も受けていなかったり、基本的なバスケットの技術を身につけていない選手も多かった。また観客も飲酒をしながら観戦したり発砲騒ぎかよく起こるなどマナーに欠けた振る舞いが多かった。NBAのコーチに採用される見込みがないことを悟らざるを得なくなり、ジャクソンは転職を決意する。職業適性検査を受けてみると適職は山小屋の番人など大して収入が見込めない職業が多かった(当時すでに5人の子供がいたため、ジャクソンは彼らが大学に入れるだけの収入を求めていた)が、弁護士には比較的向いているという結果だったため、コーチを辞職し、大学に戻って弁護士の資格を取ろうと準備をしていた時にシカゴ・ブルズのジェネラル・マネージャーだったジェリー・クラウスからコーチとして採用を求める電話がかかってきた。当時、シカゴ・ブルズはアシスタントコーチの一人が開幕の直前に他チームに引き抜かれるという事態が起きてコーチの欠員を補充する必要に迫られていたところだった。

## ヘッドコーチとしての経歴

### シカゴ・ブルズ
1987年、ジャクソンはNBAのシカゴ・ブルズにアシスタントコーチとして採用された。当時のブルズは4年目のマイケル・ジョーダンと新人のスコッティ・ピッペンなどを擁した新進気鋭のチームで、ダグ・コリンズ監督が指揮していた。コリンズのブルズは、この年からプレイオフで2年連続デトロイト・ピストンズに敗れた。ジョーダンが入団して以来のブルズは年々成績を向上させ、チームとして完成度は上がってはいた。若い監督だったコリンズは選手たちを厳しく指導し、また次々と新しい戦術を考案するなど頭脳の冴えを見せたが、一方で非常に感情的で選手たちを度々戸惑わせた。1987-1988シーズンにはとうとう年々向上していた成績が前年よりも下がってしまったこともあってコリンズは解雇され、ジャクソンが監督に昇格した。
ジャクソンはアシスタントコーチのテックス・ウィンターが体系化したトライアングル・オフェンスと呼ばれるオフェンスのシステムをチームに導入した。ジョーダン一人に頼る攻撃ではもうこれ以上の成績は望めないことは以前から指摘され続けていたことだった。まわりの他の選手たちを生かし、成長させることが必要だったが、そのためにはジョーダンが得点を減らしてボールをより分散させることをもジョーダンに受け入れさせる必要があった。ジャクソンはジョーダンに自分がかつて所属していたニューヨーク・ニックスの例を挙げ、懐疑的ながらもジョーダンの了解を得ることに成功する。ジョーダン以外の選手たちが少しずつ向上を見せ、ジャクソン初年度のブルズは前シーズンの47勝から55勝27敗に勝ち星を増やし、地区の順位を5位から2位に浮上させた。プレイオフでは前年に続いて東地区決勝まで進出するが、ここでチームメイトたちの多くがピストンズのラフプレーに怯んでしまい、最終戦でブルズはピストンズに敗退した。
翌1990-91シーズンは61勝21敗とリーグ首位の成績でシーズンを終え、プレイオフ東地区決勝でついに宿敵ピストンズの壁を4連勝で打ち破りブルズは初めてファイナル進出を果たす。NBAファイナルではかつての王者ロサンゼルス・レイカーズと対戦。第1戦では初出場の緊張とマジック・ジョンソンに活躍を許し、ブルズは敗退してしまう。しかし、第2戦からジャクソンがそれまでのジョーダンに代わって若いスコッティ・ピッペンをマジック・ジョンソンのマークに付ける作戦を指示。これが見事に当たってピッペンはマジックを押さえ込み、以後ブルズは4連勝。ジョーダンとブルズ、そしてジャクソンは悲願のNBA優勝をついに手に入れた。
続くシーズンは67勝15敗で再びリーグ首位、プレイオフでは途中ニューヨーク・ニックスとの2回戦で最終戦までもつれる危機があったが、他は順調に相手チームを撃破。NBAファイナルではポートランド・トレイルブレイザーズを下してブルズは2連覇を達成した。
翌1992-93シーズン、ジョーダンとピッペンがオフにバルセロナ五輪に出場した疲れもあり、ブルズは57勝25敗の東地区2位とやや成績を落としたが、プレイオフでは強さを発揮してNBAファイナルに進出。フェニックス・サンズを破って3連覇を成し遂げた。
野球選手になることを目指して引退したジョーダンを欠いたブルズは、次の1993-94シーズンは55勝27敗と高い勝率を残したもののプレイオフではニューヨーク・ニックスに惜敗した。1994-95シーズンは47勝35敗と勝ち星を落とした。シーズン終盤より復帰したジョーダンを加え、再度の優勝の期待が高まる中で臨んだプレイオフでは1回戦は突破したものの2回戦でオーランド・マジックに敗れた。このシーズン、ブルズは以前からゴール下で黙々とリバウンドを奪っていたホーレス・グラントが待遇の悪さに腹を立て、フリーエージェントでオーランド・マジックに移籍していた。そのマジックに敗れ、リバウンドを取れる選手の補強が必要なことは明らかだった。
翌1995-96シーズンにはコンディションを整えたジョーダンに加えてブルズはかつての宿敵デトロイト・ピストンズのメンバーで、ジョーダンやピッペンと険悪な関係だったデニス・ロッドマンを獲得した。奇抜かつ奔放な言動で知られたロッドマンとジャクソンの関係が注目を集めたが、ロッドマンはジャクソンを受け入れ、やがて最も尊敬する人物の一人と言うほどの信頼を築いた。ロッドマンのリバウンドでの貢献もあり、ブルズは当時リーグ史上最高の72勝10敗でシーズンを終え(現在は16年シーズンに｢ゴールデンステイトウォリアーズ｣が73勝9敗を記録)、決勝ではシアトル・スーパーソニックスを破り4度目の優勝を飾った。ジャクソンはこのシーズン、初めてのNBAでの最優秀監督賞を受賞している。
続く2シーズンもブルズは決勝に進み、ユタ・ジャズと対戦。2年ともこれを下したブルズは再び3連覇を果たした。
翌1997-98シーズンにはブルズのジェネラルマネージャージェリー・クラウスとジャクソンの確執が伝えられるようになり、ジャクソンは引退を仄めかしていた。2度の3連覇を成し遂げた後、ジャクソンは監督を辞した。

### ロサンゼルス・レイカーズ
ブルズを退いて1年間の休養を経たのち、ジャクソンは1999年にロサンゼルス・レイカーズに監督として招聘された。レイカーズはシャキール・オニールやコービー・ブライアントなど才能ある選手を擁し高い勝率を記録していたが、優勝には届いていなかった。ジャクソンはアシスタントコーチとしてテックス・ウィンターを招き、ブルズ時代同様トライアングル・オフェンスを採用した。レイカーズは67勝15敗でシーズンを終え、インディアナ・ペイサーズを決勝で下し優勝した。
翌2000-01シーズン、続く2001-02シーズンにもレイカーズは決勝に進み、それぞれフィラデルフィア・セブンティシクサーズとニュージャージー・ネッツを破り3連覇を果たした。ジャクソンにとって3度目の3連覇であり、9度目の優勝となった。
次の2002-03シーズンには1960年代以来の4連覇が期待されたが、レイカーズはプレイオフ2回戦でサンアントニオ・スパーズに敗退。翌2003-04シーズンのレイカーズは決勝まで進みデトロイト・ピストンズと対戦した。カール・マローンやゲイリー・ペイトンを獲得していたレイカーズが有利という大方の見方を覆し、ピストンズがレイカーズを圧倒してシリーズは終わった。ジャクソンのチームが決勝に進んで優勝を逃すのは初めてのことだった。シーズン後、ジャクソンは体調の不良と闘志の衰えを理由にレイカーズの監督を退いた。
間もなく出版した The Last Season という著書で、ジャクソンはコービー・ブライアントを強い言葉で非難し、チーム内で確執があったことを明らかにした。1シーズンを休養して過ごしたジャクソンだったが、体調は回復し、バスケットの試合に対する情熱を改めて感じるようになったジャクソンは1年後の2005年には再びレイカーズの監督職に復帰する。その際にブライアントとは和解したと述べた。しかし、この間にシャキール・オニールはコービー・ブライアントとの対立が表面化し、トレードでレイカーズを去っていた。以前とは全く違ったチームになってしまった2005-06シーズンのレイカーズは45勝37敗で、プレイオフでは1回戦でフェニックス・サンズに敗退した。翌2006-07シーズンは前年を下回る42勝40敗という成績でまたもプレイオフはサンズに1回戦で敗退。西地区の主要なチームが強豪化してきたあおりを喰らった形だった。チームの補強が全く進まず、自分に頼ることしかできない無策なチーム状態にコービーは怒りを爆発させ、トレード志願を直訴するまでに事態は悪化する。
しかし2007-08シーズンの途中、レイカーズはトレードによってパウ・ガソルを獲得。遂にインサイドに強力な選手を加えたレイカーズはその後勝率を格段に向上させ、57勝25敗の西カンファレンス1位でプレイオフに進む。そのまま勢いに乗りNBAファイナルに進出するが決勝ではボストン・セルティックスに敗れ、復活優勝はならなかった。ジャクソンの手腕があれば今後数年はレイカーズは常に優勝を狙える強豪でいられると期待されているが、NBAファイナルで意外にも無策だったことから、采配の限界を指摘する声も聞かれた。
2008-09シーズン、レイカーズは昨年のメンバーがほぼそのまま残り、昨年途中から膝の故障で欠場していたセンターのアンドリュー・バイナムも復帰し、他に類を見ないほどの強力なメンバーを揃えたチームとなった。そして昨年のファイナルで敗れた悔しさをバネに選手たちも奮起し、8割以上の勝率でレギュラーシーズンを勝ち続けた。しかし、1月にアンドリュー・バイナムが再び膝の故障で長期欠場を余儀なくされ、一時は優勝も無理ではという声も上がった。しかし二大エースであるコービー・ブライアントとパウ・ガソルを中心に選手たちは結束、チームはジャクソンお得意の控え選手を交えたローテーションによるチームプレイを展開し、レイカーズと並ぶ優勝候補だったボストン・セルティックスやクリーブランド・キャバリアーズもホーム・ロード共に撃破するなど好調を維持。3月になると欠場していたバイナムも予想より早く復帰できることになり、結局シーズンの成績はキャバリアーズに1勝及ばない65勝だったが、昨年に続いて西地区では1位を確保した。
プレーオフに入って、レイカーズは1回戦はユタ・ジャズに4勝1敗、2回戦のヒューストン・ロケッツ戦は初戦でいきなり敗れ、結局最終戦までもつれる不安定な戦いぶりだったが何とか最後の試合を物にし西地区決勝に進出する。西地区の決勝ではデンバー・ナゲッツと対戦。選手たちの疲労や高地(デンバーはNBAで一番標高の高い場所にある)の影響が心配されたが、ジャクソンは選手たちの経験の差を上手く生かした采配を展開。インサイドを中心として着実に得点する一方、ナゲッツのエース・カーメロ・アンソニー以外の選手に大量点を許さず、結局4勝2敗で昨年に続いてNBAファイナルに進出した。
ファイナルの対戦相手はケビン・ガーネットの故障欠場したボストン・セルティックス、そして前評判に反してクリーブランド・キャバリアーズを破って勝ち上がってきたオーランド・マジックだったが、マジックは若手の選手が多く、レイカーズとの経験の差は明らかだった。2度の延長戦では2度ともマジックは接戦をものにできずに敗戦。最終戦となった第5戦でもマジックの本拠地だったにもかかわらずレイカーズがいったん大量点でリードするとマジックはついて行けず、大差のまま試合終了となった。レイカーズは昨年の屈辱を晴らす復活優勝となり、ジャクソンは元セルティックスのレッド・アワーバックの持つヘッドコーチの優勝記録、9回を上回る10回目の優勝を3度目のチャレンジでついに達成した。
翌2009-2010シーズン、レイカーズは年俸や出場時間でチームとの折り合いがつかなかったトレバー・アリーザがヒューストン・ロケッツへ移籍し、代わりにロン・アーテストを獲得するなど選手は一部入れ替わったが、戦力はほぼ同水準を維持することはできた。しかし、シーズン中にコービー・ブライアントが右手の指を骨折し、そのまま出場を続けたり、アンドリュー・バイナムがまた負傷で数試合欠場するなどアクシデントは多く、レギュラーシーズン中の成績は57勝25敗と昨シーズンより下がってしまった。
プレーオフに入ってからも1回戦でオクラホマシティ・サンダーに2敗を喫し、フェニックス・サンズにも2敗を喫するなど相手に追いすがられつつも勝ち進んで3年連続でNBAファイナルに進出する。対戦相手は本命と言われたクリーブランド・キャバリアーズと昨年敗れたオーランド・マジックをチームプレーで撃破したレイカーズの宿敵ボストン・セルティックスだった。
このファイナルではベテランチーム同士の激突となり、互いに隙を見せない一進一退の攻防が続いた。ジャクソンはホームコートではレイカーズの攻撃力を生かし、インサイドでの高さとコービー・ブライアントの得点力により優位に試合を進めたが、相手ホームの試合ではセルティックスの堅い守りに苦しめられた。結局、シリーズは最終第7戦までもつれたが、最終戦をホームで戦える優位と細かな選手の交代を生かしたジャクソンの采配も功を奏し、最終戦は4点差でレイカーズが勝利した。レイカーズが過去に負け続けた宿敵を最終戦で破ったのは初めてのことであり、ジャクソンは自身11回目のNBA優勝を飾ることになった。
2010-2011シーズン、ジャクソン自身は年齢や体調の問題もあり、このシーズン限りでヘッドコーチを退任すると宣言していた。レイカーズは優勝メンバーがそのまま残り、ジャクソンは実に4度目の三連覇を達成して有終の美を飾るのではないかと期待されていた。しかしレイカーズの選手たちやエースのコービー・ブライアントは昨年の疲労が残り、不調に苦しんだ。ジャクソンも采配の冴えをあまり見せることができず、レイカーズは連勝することもあれば連敗を続けたりする不安定なシーズンとなってしまった。レイカーズは西地区3位でプレーオフに進出し、1回戦は勝利したものの、2回戦でその年の優勝チーム、ダラス・マーベリックスと対戦して4連敗での敗戦となり、ジャクソンは2010-2011シーズン終了後、レイカーズの監督を退任した。

## 指導方針、功績など
ジャクソンが監督に就いた1980年代末のシカゴ・ブルズや21世紀直前のロサンゼルス・レイカーズは、才能ある選手を擁した強豪でありながら、優勝には及ばないチームだった。ジャクソンが監督として成し遂げたことは、優勝に近いチームをまとめ上げ、実際に優勝させたことだった。
選手時代の経験から、ジャクソンはチームの和を重視した指導を行う。これを具現化させたものがアシスタント・コーチのテックス・ウィンターが考案したトライアングル・オフェンス導入だった。頻繁にボールを回して攻撃を分散させるシステムにより、マイケル・ジョーダンやシャキール・オニール、コービー・ブライアントなど得点能力の高い選手の負荷を減らし、相手のディフェンスを分散させる効果をもたらしている。
トライアングル・オフェンスによりジョーダンの平均得点は下がったものの、依然としてリーグの得点王のままだった。得点王を擁したチームがリーグを制したのは1971年のミルウォーキー・バックス(得点王はカリーム・アブドゥル・ジャバー)以来のことだった。得点王のいるチームは優勝できないという格言がNBAには定着しており、ジャクソンとジョーダンはこれを打ち破った。
ジャクソンの率いるチームはいずれもディフェンスも非常に重視され、失点も少なくなっている。防御から攻撃に移れるように相手のボールを奪い、味方とはしっかりとしたパス回しができるように常に指示している。これは彼が現役時代だった頃のニューヨーク・ニックスのプレイスタイルから来ているという。また、チームは全員が参加してこそのチームであるという思想もあり、控え選手をかなり長めにプレーさせる傾向にある。控え選手が期待に応えて大活躍し、リードされていた点差を逆転した試合もあったが、控え選手をコートに出している間に相手に点差を拡げられて負けた試合もあった。運動能力が高く、ディフェンスに献身的に取り組む選手や一芸に秀でていて特定の仕事を確実にこなせる選手がジャクソンの好みの選手であると言われている。
ジャクソンは若い時代から読書家で、古今東西の思想に通じていた。特に禅については禅僧に師事して学び、自らも折を見つけては瞑想するだけでなくバスケットボールの指導にも採り入れている。
2008-09シーズンが終わった時点での監督としての通算勝率は、レギュラーシーズン1041勝435敗で、プレイオフでは209勝91敗で、400試合以上を指揮した監督としてはともに歴代1位。プレイオフでの勝ち数209も歴代最高である。監督としての優勝回数11回はそれまで並んでいたレッド・アワーバックの9回を抜いて歴代1位となった。

## 個人成績

### NBA

#### レギュラーシーズン
| シーズン | チーム | GP             | GS             | MPG            | FG%            | 3P%            | FT%            | RPG            | APG            | SPG            | BPG            | PPG            |                |
| -------- | ------ | -------------- | -------------- | -------------- | -------------- | -------------- | -------------- | -------------- | -------------- | -------------- | -------------- | -------------- | -------------- |
| 1967–68  | NYK    | 75             | 5              | 14.6           | .400           | –              | .589           | 4.5            | .7             | –              | –              | 6.2            |                |
| 1968–69  | NYK    | 47             | 4              | 19.7           | .429           | –              | .672           | 5.2            | .9             | –              | –              | 7.1            |                |
| 1969–70  | NYK    | 負傷により全休 | 負傷により全休 | 負傷により全休 | 負傷により全休 | 負傷により全休 | 負傷により全休 | 負傷により全休 | 負傷により全休 | 負傷により全休 | 負傷により全休 | 負傷により全休 | 負傷により全休 |
| 1970–71  | NYK    | 71             | 7              | 10.8           | .449           | –              | .714           | 3.4            | .4             | –              | –              | 4.7            |                |
| 1971–72  | NYK    | 80             | 6              | 15.9           | .440           | –              | .732           | 4.1            | .9             | –              | –              | 7.2            |                |
| 1972–73† | NYK    | 80             | 4              | 17.4           | .443           | –              | .790           | 4.3            | 1.2            | –              | –              | 8.1            |                |
| 1973–74  | NYK    | 82*            | 21             | 25.0           | .477           | –              | .776           | 5.8            | 1.6            | .5             | .8             | 11.1           |                |
| 1974–75  | NYK    | 78             | 61             | 29.3           | .455           | –              | .763           | 7.7            | 1.7            | 1.1            | .7             | 10.8           |                |
| 1975–76  | NYK    | 80             | 3              | 18.3           | .478           | –              | .733           | 4.3            | 1.3            | .5             | .3             | 6.0            |                |
| 1976–77  | NYK    | 76             | 2              | 13.6           | .440           | –              | .718           | 3.0            | 1.1            | .4             | .2             | 3.4            |                |
| 1977–78  | NYK    | 63             | 0              | 10.4           | .478           | –              | .768           | 1.7            | .7             | .5             | .4             | 2.4            |                |
| 1978–79  | NJN    | 59             |                | 18.1           | .475           | –              | .819           | 3.0            | 1.4            | .8             | .4             | 6.3            |                |
| 1979–80  | NJN    | 16             |                | 12.1           | .630           | .000           | .700           | 1.5            | .8             | .3             | .3             | 4.1            |                |
| 通算     | 通算   | 807            | 113            | 17.6           | .453           | .000           | .736           | 4.3            | 1.1            | .6             | .4             | 6.7            |                |

#### プレーオフ
| シーズン | チーム | GP | GS | MPG  | FG%  | 3P% | FT%   | RPG | APG | SPG | BPG | PPG  |
| -------- | ------ | -- | -- | ---- | ---- | --- | ----- | --- | --- | --- | --- | ---- |
| 1968     | NYK    | 6  | –  | 15.0 | .286 | –   | .800  | 4.2 | .3  | –   | –   | 4.0  |
| 1971     | NYK    | 5  | –  | 6.0  | .286 | –   | 1.000 | 2.0 | .4  | –   | –   | 1.8  |
| 1972     | NYK    | 16 | –  | 20.0 | .475 | –   | .737  | 5.1 | .9  | –   | –   | 9.8  |
| 1973†    | NYK    | 17 | –  | 19.9 | .500 | –   | .737  | 4.2 | 1.4 | –   | –   | 8.7  |
| 1974     | NYK    | 12 | –  | 24.8 | .466 | –   | .900  | 4.8 | 1.3 | .8  | .4  | 11.3 |
| 1975     | NYK    | 3  | –  | 26.0 | .476 | –   | .875  | 8.3 | .7  | 1.3 | 1.0 | 9.0  |
| 1978     | NYK    | 6  | –  | 8.3  | .500 | –   | .667  | 1.7 | .5  | .5  | .0  | 2.0  |
| 1979     | NJN    | 2  | –  | 10.0 | .333 | –   | 1.000 | 1.5 | .0  | .5  | .0  | 2.0  |
| 通算     | 通算   | 67 | –  | 18.3 | .458 | –   | .782  | 4.2 | .9  | .8  | .3  | 7.7  |

## ヘッドコーチ成績

### NBA
| チーム  | シーズン | G     | W     | L    | W–L%            | シーズン結果  | PG  | PW  | PL   | PW–L%                    | 最終結果                 |
| ------- | -------- | ----- | ----- | ---- | --------------- | ------------- | --- | --- | ---- | ------------------------ | ------------------------ |
| CHI     | 1989–90  | 82    | 55    | 27   | .671            | セントラル2位 | 16  | 10  | 6    | .625                     | カンファレンス決勝敗退   |
| CHI     | 1990–91  | 82    | 61    | 21   | .744            | セントラル1位 | 17  | 15  | 2    | .882                     | NBAチャンピオン          |
| CHI     | 1991–92  | 82    | 67    | 15   | .817            | セントラル1位 | 22  | 15  | 7    | .682                     | NBAチャンピオン          |
| CHI     | 1992–93  | 82    | 57    | 25   | .695            | セントラル1位 | 19  | 15  | 4    | .789                     | NBAチャンピオン          |
| CHI     | 1993–94  | 82    | 55    | 27   | .671            | セントラル2位 | 10  | 6   | 4    | .600                     | カンファレンス準決勝敗退 |
| CHI     | 1994–95  | 82    | 47    | 35   | .573            | セントラル3位 | 10  | 5   | 5    | .500                     | カンファレンス準決勝敗退 |
| CHI     | 1995–96  | 82    | 72    | 10   | .878            | セントラル1位 | 18  | 15  | 3    | .833                     | NBAチャンピオン          |
| CHI     | 1996–97  | 82    | 69    | 13   | .841            | セントラル1位 | 19  | 15  | 4    | .789                     | NBAチャンピオン          |
| CHI     | 1997–98  | 82    | 62    | 20   | .756            | セントラル1位 | 21  | 15  | 6    | .714                     | NBAチャンピオン          |
| LAL     |          |       |       |      |                 |               |     |     |      |                          |                          |
| 1999–00 | 82       | 67    | 15    | .817 | パシフィック1位 | 23            | 15  | 8   | .652 | NBAチャンピオン          |                          |
| 2000–01 | 82       | 56    | 26    | .683 | パシフィック1位 | 16            | 15  | 1   | .938 | NBAチャンピオン          |                          |
| 2001–02 | 82       | 58    | 24    | .707 | パシフィック2位 | 19            | 15  | 4   | .789 | NBAチャンピオン          |                          |
| 2002–03 | 82       | 50    | 32    | .610 | パシフィック2位 | 12            | 6   | 6   | .500 | カンファレンス準決勝敗退 |                          |
| 2003–04 | 82       | 56    | 26    | .683 | パシフィック1位 | 22            | 13  | 9   | .591 | NBAファイナル敗退        |                          |
| 2005–06 | 82       | 45    | 37    | .549 | パシフィック3位 | 7             | 3   | 4   | .429 | 1回戦敗退                |                          |
| 2006–07 | 82       | 42    | 40    | .512 | パシフィック2位 | 5             | 1   | 4   | .200 | 1回戦敗退                |                          |
| 2007–08 | 82       | 57    | 25    | .695 | パシフィック1位 | 21            | 14  | 7   | .667 | NBAファイナル敗退        |                          |
| 2008–09 | 82       | 65    | 17    | .793 | パシフィック1位 | 23            | 16  | 7   | .696 | NBAチャンピオン          |                          |
| 2009–10 | 82       | 57    | 25    | .695 | パシフィック1位 | 23            | 16  | 7   | .696 | NBAチャンピオン          |                          |
| 2010–11 | 82       | 57    | 25    | .695 | パシフィック1位 | 10            | 4   | 6   | .400 | カンファレンス準決勝敗退 |                          |
| 通算    | 通算     | 1,640 | 1,155 | 485  | .704            |               | 333 | 229 | 104  | .688                     |                          |

## その他
- 最初の妻とは大学4年の時に結婚し、娘1人がいたがニューヨーク・ニックスの選手になってから離婚。次の妻とは長く連れ添い、4人の子供をもうけたがレイカーズのヘッドコーチ時代に離婚している。その後レイカーズのオーナー、ジェリー・バスの娘との交際が報じられたが、結婚には慎重になっているらしく未だにその報告はない。

- 自身も多くの著書を執筆し、選手達にも色々な本を読むことを勧めている。著書の中で「SACRED HOOPS」が日本では唯一翻訳出版されている(邦題は「シカゴ・ブルズ　勝利への意識革命」)

- ニューヨーク・ニックス時代の最初の優勝時には選手登録されていなかったため優勝経験回数に含んでいない資料が多いが、アシスタント・コーチとして登録されていたため優勝リングはちゃんと所有している。後にシカゴ・ブルズが彼をアシスタント・コーチとして採用面接するときにジェネラル・マネージャーのジェリー・クラウスがニックス時代の優勝リングを2つとも持ってくるようにジャクソンに伝えている。当時のブルズは優勝経験者が選手もコーチも皆無であったため、経験者が欲しかったのだ。

- 現役選手とコーチの両方で優勝を経験した人物はNBAでも少ない。そのほとんどはボストン・セルティックスの関係者だが、ジャクソンやパット・ライリーは例外にあたる人物である。現役時代の映像は最近までほとんど見ることができなかったが、最近ワーナー・ホーム・ビデオより発売された「NBAダイナスティー・シリーズ　ヒストリー・オブ・ロサンゼルス・レイカーズ」というDVD集でその姿を見ることができる。1972年のNBAファイナルでレイカーズとニックスが対戦しているが、ニックスの控え選手としてジャクソンも登場している。対戦相手のレイカーズは控え選手にジャクソンのコーチとしてのライバルであるパット・ライリーがおり、二人の選手としてのマッチアップも見ることができる。

- ブルズでアシスタント・コーチとして採用される数年前にも彼はブルズのコーチとしての採用面接を受けている。しかし、当時の彼はヒッピースタイルに浸かりきっており、髭を伸ばし放題で身なりも悪かった。そのため不採用になっている。数年後、コーチに急に欠員が出たため再度面接を受けることになったが、ジェリー・クラウスはジャクソンのそのあたりをよく本人に注意している。

- ブルズのジェネラル・マネージャー、ジェリー・クラウスは、ジャクソンは自分が発掘した「掘り出し物」だとしてその後のヘッドコーチ就任も積極的に支持した。しかし、やがてジャクソンが数々の栄光を手にすると彼をコーチにしてやったのは自分だ、もっと自分に感謝して当然だという態度を見せるようになった。そうした感情がやがて二人を対立させることになり、他の首脳陣や選手たちを巻き込んで3連覇した最強チームを崩壊に導くことになった。

- 趣味はアウトドアスポーツで、毎年オフシーズンには故郷モンタナ州の山奥でフライフィッシングをしている。また、ネイティブ・アメリカンのコミュニティーによく出入りしており彼らの思想や文化をよく学んでいる。

- 現役時代にチームメイトだったビル・ブラッドリーとは以後もずっと親友で、ブラッドリーがその後上院議員となり、2000年の大統領選挙に出馬したときにはジャクソンは応援演説を行うなど彼の選挙運動を手伝っていた。

- 思想的には革新色が強いと言われている。CBAのヘッドコーチだったときにチームの選手全員の給料を同じ額にしたことがある。1960年代の反体制的な運動に影響された部分も多いらしく、LSDの使用体験もあると語ったことがある。現役引退後、一時期NBA関係者から嫌われ、コーチとしてなかなか採用してもらえなかったのはこうした独特の考えかたが上層部の持つ偏見を刺激していたためと言われている。

- NBAでの長いヘッドコーチ歴の中で、プレーオフのシリーズで初戦を勝利したシリーズは46回あるが、その全てで次のラウンドへ勝ち進むか優勝を決めている。2009-2010シーズンのNBAファイナルでは、それまでの長いチーム史上ファイナル第7戦で一度も負けたことのないボストン・セルティックスとの対戦だったが、初戦の第1戦には勝利し、結局最終第7戦でも勝利してレイカーズはセルティックスに対して史上初の最終戦での勝利を記録している。

- 1994年に日本で放送されたトヨタ・ウィンダム（初代）のCMに出演している。その関係で乗っていた車はレクサス・SC(初代)だった。